# Bomolocha ducalis
Bomolocha ducalis là một loài bướm đêm trong họ Noctuidae.